# Wassilissa Andrejewna Stepanowa
Wassilissa Andrejewna Stepanowa (russisch Василиса Андреевна Степанова; * 26. Januar 1993 in Twer) ist eine russische Ruderin. Sie war 2021 Olympiazweite im Zweier ohne Steuerfrau. Zuvor war sie Europameisterschaftsdritte 2019 im Achter.

## Sportliche Karriere
Wassilissa Stepanowa belegte 2010 mit dem russischen Doppelvierer den vierten Platz bei den Junioren-Weltmeisterschaften. 2014 gewann sie ihre erste internationale Medaille, als sie mit dem russischen Doppelvierer den ersten Platz bei den U23-Weltmeisterschaften erreichte. Nachdem sie bereits bei den Europameisterschaften 2012 den vierten Platz im Doppelvierer erreicht hatte, belegte sie bei den Europameisterschaften 2016 den sechsten Platz. Bei den Europameisterschaften 2018 war sie abermals Sechste, bei den Weltmeisterschaften in Plowdiw belegte der russische Doppelvierer den elften Platz. 
2019 wechselte Stepanowa in den Achter und belegte den dritten Platz bei den Europameisterschaften sowie den achten Platz bei den Weltmeisterschaften. 2020 ruderte sie bei den Europameisterschaften auf den vierten Platz mit dem Achter und auf den sechsten Platz im Vierer ohne Steuerfrau.
2021 traten Jelena Orjabinskaja und Wassilissa Stepanowa im Zweier an und qualifizierten sich bei der letzten Chance in Luzern für die Teilnahme an den Olympischen Spielen in Tokio. In der Olympiaregatta im Zweier erreichten sie im Vorlauf den zweiten Platz hinter den Australierinnen und im Halbfinale den zweiten Platz hinter den Neuseeländerinnen. Im Finale gewannen Grace Prendergast und Kerri Gowler mit über eine Sekunde Vorsprung auf die beiden Russinnen, eine Dreiviertelsekunde dahinter gewannen die beiden Kanadierinnen Caileigh Filmer und Hillary Janssens die Bronzemedaille.